# منطقة خلونج سان
منطقة خلونج سان (بالإنجليزية: Khlong San District)‏ هي منطقة من مناطق بانكوك. يبلغ عدد سكانها 75765 نسمة وذلك حسب إحصائيات سنة 2013. تبلغ مساحتها 6.051 كم².

الموقع في بانكوك